# قوتورلار
قوتورلار هي قرية في مقاطعة خدا أفرين، إيران. عدد سكان هذه القرية هو 88 في سنة 2006.